# Joyce Tenneson
Joyce Tenneson, née le 29 mai 1945 à Weston (Massachusetts), est une photographe américaine, connue pour ses portraits féminins et le style éthéré de ses photographies.

## Biographie
En 1967, alors qu'elle est encore étudiante, elle accepte de poser pour la firme Polaroid qui teste alors de nouveaux produits. Elle reçoit en échange un appareil photographique instantané, ce qui va amorcer sa découverte de la photographie.
Après un bachelor of arts (BA) obtenu en 1967 au Regis College de Weston, Joyce Tenneson obtient un master's degree en photographie à l'Université George Washington puis un PhD à l'Antioch College en 1978.
D'abord professeur de photographie au Corcoran College of Art and Design (en) de Washington, elle quitte cet emploi à l'âge de 39 ans et déménage à New York pour se consacrer pleinement à la photographie.

## Technique photographique
Joyce Tenneson fait partie des rares photographes à utiliser le grand format instantané, qu'elle pratique avec une chambre photographique Polaroid 20×24,.
Elle se dit proche du travail d'Irving Penn, dont elle admire le style et l'élégance.

## Expositions
Liste non-exhaustive

### Expositions temporaires
- 1989 : Reflections : Woman's self-image in contemporary photography, Zimmerli Art Museum, New Brunswick[5]

- 2017 : Joyce Tenneson: Luminous Being, Holden Luntz gallery, Palm Beach

- 2018 : Joyce Tenneson: Botanical Beauty, Vanderbilt university fine arts gallery, Nashville
- 2022 : Draped & Veiled : 20×24 Polaroid Photographs by Joyce Tenneson, Asheville art museum, Asheville
- 2023 : Decoding the Domestic, the Maine museum of photographic arts (MMPA), Portland

- 2023 : Who Are They ? Who Am I ? Portraits of Artists and Artist Self-Portraits, musée du Bates College, Lewiston

### Œuvres acquises par des musées
- Heels on veils (Chevilles voilées), Centre national d'art et de culture Georges-Pompidou, Paris[6]

## Publications

### Ouvrages
- Photographies, Contrejour, 1983, 78 p. (ISBN 978-2-859-49053-9)
- (en) Joyce Tenneson Photographs, D.R. Godine, 1984, 77 p. (ISBN 978-0-879-23502-4)
- (en) Force Majeure and Hardship, Kluwer Law International, 1985 (ISBN 978-9-991-14686-7)
- (en) Exposures : Photographs by Joyce Tenneson, Boca Raton Museum of Art, 1988, 32 p. (ISBN 978-0-936-85901-9)
- Au-delà, Contrejour, 1989, 54 p. (ISBN 978-2-859-49088-1)
- (en + da) Great Danes, Det Nationalhistoriske Museum på Frederiksborg, 1990, 36 p. (ISBN 978-8-787-23743-7)
- (en) Bird Woman Pst : My Lif, Bulfinch Press, 1994 (ISBN 978-0-821-22119-8)
- (en) Illuminations, Bulfinch, 1997, 108 p. (ISBN 978-0-821-22384-0)
- (en) Light warriors, Bulfinch, 2000, 110 p. (ISBN 978-0-821-22698-8)
- (en) Wise Women : A Celebration of Their Insights, Courage, and Beauty, Bulfinch, 2002, 143 p. (ISBN 978-0-821-22801-2)
- (en) Flower Portraits : The Life Cycle of Beauty, Bulfinch Press, 2003, 151 p. (ISBN 978-0-821-22853-1)
- (en) Amazing Men : Courage, Insight, Endurance, Bulfinch Press, 2004, 127 p. (ISBN 978-0-821-22855-5)
- (en) Intimacy : The Sensual Essence of Flowers, Joyce Tenneson Photography, 2007, 126 p. (ISBN 978-0-615-14479-5)
- (en) Joyce Tenneson: A Life in Photography : 1968-2008, Little, Brown, 2008, 159 p. (ISBN 978-0-316-00408-4)
- (en) Shells : Nature's Exquisite Creations, Down East Books, 2011, 128 p. (ISBN 978-0-892-72995-1)
- (en) Unpublished Polaroids Test, Blurb, Incorporated, 2015 (ISBN 978-1-320-54573-0)

### Ouvrages collectifs
- (en) Joyce Tenneson et David Tannous, Joyce Tenneson : Transformations, Little, Brown, 1993, 127 p. (ISBN 978-0-821-21933-1)
- (en) Julia Margaret Cameron et Joyce Tenneson, Kindred Spirits, Portland Museum of Art, Maine, 2009, 47 p. (ISBN 978-0-916-85752-3)

## Prix et distinctions
- 1979 : bourse de la Fondation Ford
- 1982 : Bourse de la commission on the arts du district de Columbia
- 1989 : Infinity Award du Centre international de la photographie
- 1990 : Nommée photographe de l'année par Women in Photography